# Маевица

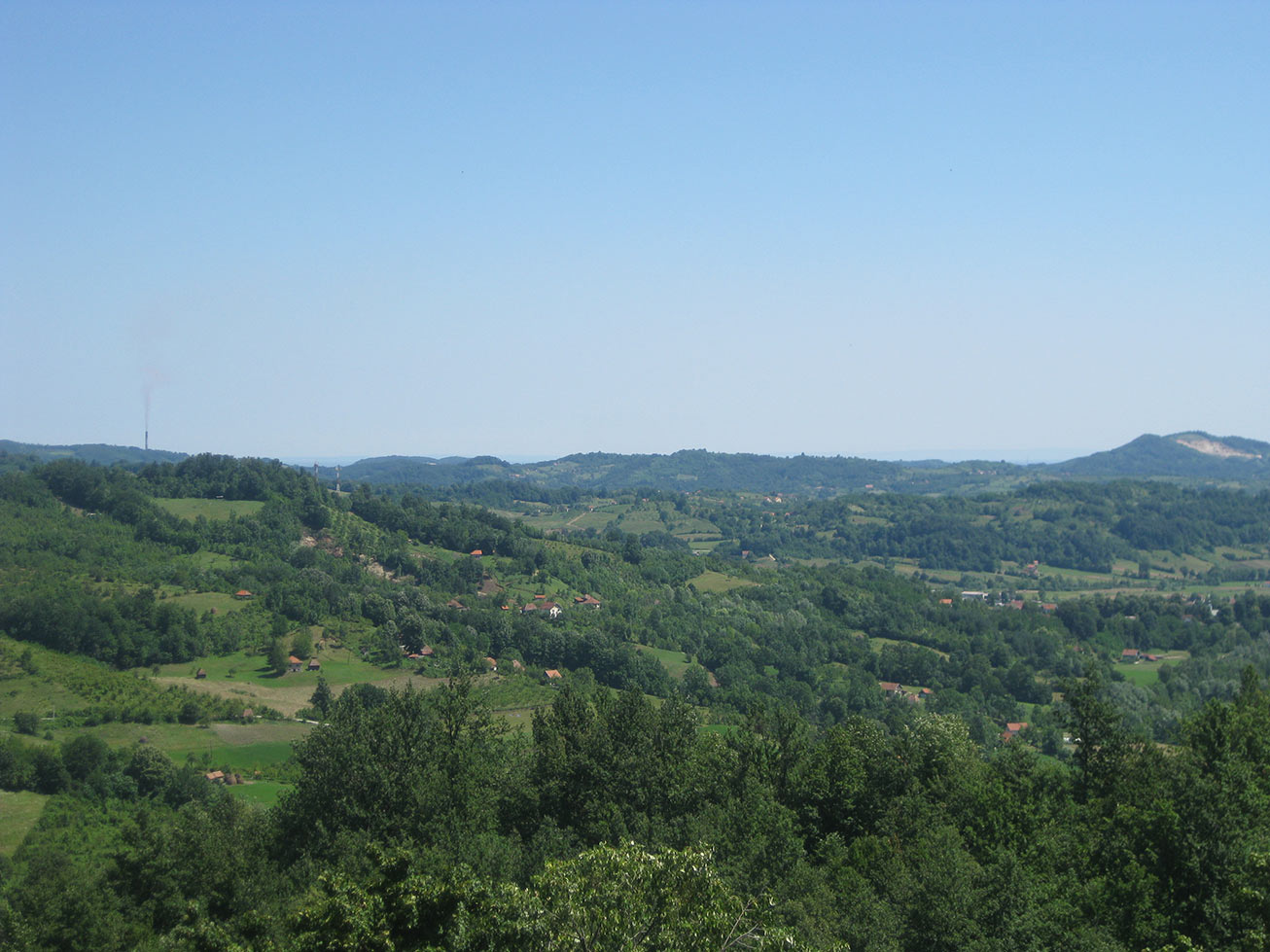
Вид на село Липовице

Маевица — невысокий горный хребет и историческая область на северо-востоке Боснии и Герцеговины. Ограничен регионами Посавина и Семберия на севере и долиной реки Спреча на юге.
Самая высокая точка — гора Столице (916 м), расположенная в 16 км восточнее города Тузла. На этой вершине ранее располагалась телевизионная антенна (разрушена в 1995 году во время натовских бомбардировок). Некоторые другие горы достигают высоты от 800 до 900 м. Хребет расположен в основном на территории Федерации Боснии и Герцеговины и частично в Республике Сербской. Большая часть хребта Маевица покрыта лесом.
Основной хребет простирается с северо-запада на юго-восток (примерно от Сребреника в направлении Зворника). Вершины хребта: Окресница 815 м, Опаковица 690 м, Стублич 721 м, Табакове-Стране 572 м, Кицель 673 м, Гавранич 720 м, Греда 803 м, Меджедник 842 м, Бусия 845 м, Драгановац 779 м, Кониц 903 м, Столице 916 м, Мала-Елица 879 м, Велика-Елица 878 м. На западе и востоке хребет переходит в гористую местность неправильного строения, понижающуюся к долинам рек Дрине и Тинье. Сложен преимущественно эоценом, олигоценом, миоценом и плиоценом. Триасовые, юрские, меловые отложения и изверженные породы встречаются реже. В непосредственной близости от хребта Маевицы находятся угольные и нефтяные месторождения. По хребту проходит водораздел между реками Сава, Дрина и Спреча.

## Местный фольклор
Живущие у гор Маевицы сербы имели свои обычаи. Например, при приближении градоносной тучи они ставили перед домом столик, глиняный горшок с малым количеством соли, клали крест-накрест кочергу с деревянной ложкой. Считалось, что эти предметы должны отогнать тучу. У местных жителей существовал также обычай гадания на урожай: волу на правый рог надевали калач, и чем дальше вол отбросит этот калач от себя, тем больше будет урожай.